# 三浦皇成
三浦 皇成（みうら こうせい、1989年12月19日 - ）は日本中央競馬会所属の騎手。

## 来歴
5歳の時、大井競馬場で騎手の格好をしてポニーに乗るイベントに参加したことがきっかけで騎手を目指す。小学1年生になると剣道を習いはじめ（二段）、小学4年生からは体が硬いため器械体操も習っていた。
2008年度JRA騎手免許試験に合格し、同年3月1日付で騎手免許交付。同年の新規騎手免許試験合格者は三浦のほか、同期生の伊藤工真と大江原圭、地方競馬からの内田博幸と鷹野宏史がいる。
同年3月1日の中山競馬第1競走でモエレロングランに騎乗し、中央競馬初騎乗（6着）。同日の中山競馬第10競走（潮来特別）で初勝利。8月10日に行われた第40回函館2歳ステークスでフィフスペトルに騎乗して優勝し、デビュー5ヶ月目で重賞初勝利。9月21日の札幌競馬第8競走を勝利して通算59勝とし、1960年の加賀武見（58勝）を抜き、新人の年間勝利数で歴代2位となった。9月28日に騎乗機会8連続連対を達成。
10月5日に行われたスプリンターズステークスでGI初騎乗（14着）。10月11日の東京競馬場第2競走でマイネルクロッシュに騎乗してデビューからの騎乗回数が555回となり、武豊が持っていた新人騎手年間最多騎乗回数（554回）を更新。さらに同日のペルセウスステークスでバンブーエールに騎乗して勝利し、武豊の持つ新人年間最多勝記録（69勝）に並んだ。10月25日の福島競馬場第1競走2歳未勝利（芝1200m）でアドバンスヘイローに騎乗して70勝目をあげ、新人年間最多勝記録を更新した。
2009年2月7日の東京競馬場第4競走で1着となり、JRA通算100勝を達成。同年9月12日、英国のフォスラス競馬場で行われたTOTESPORT.COMハンデキャップでロイヤルダイヤモンドに騎乗して優勝し、海外初騎乗を勝利で飾った。同年10月30日には河野厩舎を離れ、フリーに転向。
2010年1月11日の中山競馬第4競走でノボプロジェクトに騎乗した際に斜行、9頭が落馬する事故を招き開催4日間の騎乗停止処分を受ける。同年9月25日、札幌競馬第1競走でリアライズノユメに騎乗し1着となり、現役では56人目となるJRA通算200勝を達成。
2011年9月25日、タレントのほしのあきと結婚したことを発表した。
2012年3月4日の中山競馬第5競走、ミッキーナチュラルで1着となり、JRA通算300勝達成。
2013年8月24日の函館競馬第10競走、マウイノカオイで1着となり、JRA通算400勝達成。
2014年11月6日にディアドムスで北海道2歳優駿を勝つと、12月17日には同じくディアドムスに騎乗して全日本2歳優駿を勝ち、JpnI（統一GI）初勝利。
2015年2月21日の東京競馬第12競走、サトノアルバトロスで1着となり、JRA通算500勝達成。
2016年8月14日、札幌競馬場の第7競走で、騎乗していたモンドクラフトが故障（左第1指関節開放性脱臼）を発症して転倒し、三浦は地面に投げ出されて負傷した。肋骨9本および骨盤の骨折に加えて肺と副腎も損傷するという重傷で、以降は長期にわたり休業となった。
およそ1年の休業を経て、2017年8月12日の札幌競馬場でレースに復帰し、この日2勝を挙げた。
2019年12月15日の中山競馬場の第2競走で自身初のJRA年間100勝を達成。最終的に102勝まで勝利数を伸ばした。
2020年1月5日の中山競馬場第7競走にて他馬と接触し落馬、負傷。
2021年8月22日の新潟競馬場第9競走でステラダイヤに騎乗し、史上44人目のJRA通算10000回騎乗を達成した。なお、デビューから「13年5ヶ月22日」、年齢は「31歳8ヶ月4日」での達成であり、これは北村宏司の記録を抜いて史上最速および史上最年少となった。
2023年6月24日、東京5Rでヴェロキラプトルに騎乗して1着となり、史上42人目、現役22人目となるJRA通算1000勝を1万1151戦目で達成。同年5月13日の東京3Rウォルラスの勝利で王手をかけてから71戦目での達成であった。またGI未勝利でのJRA1000勝は初の快挙である。
2025年5月17日、東京10Rでアンジュフィールドに騎乗して1着となり、史上39人目、現役では19人目となるJRA通算1100勝を1万2302戦目で達成した。

### 表彰
- 北海道競馬記者クラブ賞[41]（2014年・函館）
- 日本プロスポーツ大賞最高新人賞（2008年）
- 報知プロスポーツ大賞特別賞（2008年）

## 主な騎乗馬
太字はGI・JpnI競走を示す
- フィフスペトル（2008年函館2歳ステークス）
- スマイルジャック（2009年関屋記念、2011年東京新聞杯）
- トーセンジョーダン（2010年アルゼンチン共和国杯）
- バウンシーチューン （2011年フローラステークス）
- マイネルキッツ （2011年ステイヤーズステークス）
- クラウンロゼ （2013年フェアリーステークス）
- ディアドムス（2014年全日本2歳優駿、北海道2歳優駿）
- ローブティサージュ (2014年キーンランドカップ）
- エアハリファ （2015年根岸ステークス）
- レヴァンテライオン（2016年函館2歳ステークス）[42]
- スズカデヴィアス （2018年新潟大賞典）
- フロンテアクイーン （2019年中山牝馬ステークス）
- ダノンスマッシュ （2020年セントウルステークス）
- ロードブレス （2020年日本テレビ盃）
- グロンディオーズ（2021年ダイヤモンドステークス）
- アイスジャイアント（2021年JBC2歳優駿）
- ダンシングプリンス（2021年カペラステークス、2022年JBCスプリント）[43]
- ウインカーネリアン（2022年関屋記念、2023年東京新聞杯）[44]
- ギルデッドミラー（2022年武蔵野ステークス）[45]
- ガストリック（2022年東京スポーツ杯2歳ステークス）
- ヤマニンサルバム（2023年中日新聞杯）[46]
- ラムジェット（2024年ユニコーンステークス、東京ダービー）[47]

### その他
- トーセンジョーダン（2011年有馬記念5着）
- エイシンフラッシュ（2012年有馬記念4着）
- グランプリボス（2014年安田記念2着、スプリンターズステークス4着、マイルチャンピオンシップ6着）
- シュヴァルグラン（2018年大阪杯13着）
- プログノーシス（2024年有馬記念11着）

## 騎乗成績
|               | 日付           | 競馬場・開催    | 競走名                   | 馬名               | 頭数 | 人気 | 着順 |
| ------------- | -------------- | --------------- | ------------------------ | ------------------ | ---- | ---- | ---- |
| 初騎乗        | 2008年3月1日   | 2回中山1日目1R  | 3歳未勝利                | モエレロングラン   | 16頭 | 3    | 6着  |
| 初勝利        | 2008年3月1日   | 2回中山1日目10R | 潮来特別                 | フェニコーン       | 13頭 | 6    | 1着  |
| 重賞初騎乗    | 2008年3月16日  | 2回中山6日11R   | 中山牝馬ステークス       | マルノマンハッタン | 16頭 | 16   | 16着 |
| 重賞初勝利    | 2008年8月10日  | 2回函館8日9R    | 函館2歳ステークス        | フィフスペトル     | 15頭 | 2    | 1着  |
| GI初騎乗      | 2008年10月5日  | 4回中山8日11R   | スプリンターズステークス | プレミアムボックス | 16頭 | 10   | 14着 |
| GI/JpnI初勝利 | 2014年12月17日 | 10回川崎3日11R  | 全日本2歳優駿            | ディアドムス       | 14頭 | 3    | 1着  |

| 年度   | 1着  | 2着  | 3着  | 騎乗数 | 勝率 | 連対率 | 複勝率 |
| ------ | ---- | ---- | ---- | ------ | ---- | ------ | ------ |
| 2008年 | 91   | 74   | 58   | 783    | .116 | .211   | .285   |
| 2009年 | 78   | 80   | 86   | 858    | .091 | .184   | .284   |
| 2010年 | 46   | 51   | 53   | 643    | .072 | .151   | .233   |
| 2011年 | 67   | 63   | 64   | 843    | .079 | .154   | .230   |
| 2012年 | 77   | 89   | 80   | 923    | .083 | .180   | .267   |
| 2013年 | 63   | 67   | 61   | 831    | .076 | .156   | .230   |
| 2014年 | 73   | 76   | 67   | 779    | .094 | .191   | .277   |
| 2015年 | 64   | 78   | 74   | 742    | .086 | .191   | .291   |
| 2016年 | 32   | 33   | 27   | 420    | .087 | .155   | .219   |
| 2017年 | 24   | 26   | 26   | 322    | .074 | .155   | .236   |
| 2018年 | 68   | 92   | 82   | 859    | .079 | .186   | .282   |
| 2019年 | 102  | 98   | 77   | 878    | .116 | .228   | .315   |
| 2020年 | 78   | 67   | 65   | 629    | .124 | .231   | .334   |
| 2021年 | 64   | 92   | 79   | 753    | .085 | .207   | .312   |
| 2022年 | 53   | 62   | 52   | 592    | .094 | .194   | .282   |
| 2023年 | 48   | 61   | 51   | 606    | .079 | .180   | .264   |
| 2024年 | 51   | 77   | 62   | 614    | .083 | .208   | .309   |
| 中央   | 1079 | 1186 | 1064 | 12075  | .089 | .188   | .276   |
| 地方   | 18   | 15   | 13   | 180    | .010 | .018   | .256   |

- 通算500勝 2015年2月21日東京12R サラ4歳以上1000万下・サトノアルバトロス
- 通算1000勝 2023年6月24日東京5R 2歳新馬・ヴェロキラプトル
- 通算1100勝 2025年5月17日2東京10R 立川特別・アンジュフィールド[48]

## エピソード
- 座右の銘は「気魄」[1]、目標とする騎手は田中勝春[1]。
- 小学5年生のとき、電車で1人の女性の孫娘に席を譲った。その女性は「オメガ」の冠号で知られる馬主の原禮子であった。原は左手を怪我していながらも席を譲る三浦に感心し、話をすると三浦が騎手を目指していると知った。そこで原は自分の所有馬がプリントされているQUOカードを渡し、将来騎手になったら乗ってくれるように言った。このときに三浦は自分の名前を伝えていなかったが、その後騎手となり原のもとに挨拶に行くと、原は驚くと同時に三浦のバックアップをすることを約束した。初めて重賞を制したフィフスペトルを管理する加藤征弘に三浦を紹介したのは原である[49]。
- 武豊2世と呼ばれていた過去を持つ[50]。
- 妻はタレントのほしのあき。2011年9月25日に入籍し[51]、同年12月19日結婚式・披露宴を行なった[52]。2012年4月12日長女が誕生[53]。
- 中央のGIは一度も勝利したことはないが、地方では3勝している（中央は113戦0勝。2着2回、3着7回）。GI初制覇に最も近づいたのは2014年の安田記念であり、16頭中最低人気のグランプリボスに騎乗し、残り200mで先頭に立つがジャスタウェイに鼻差競り負け大金星を逃した。
- 2010年1月11日に中山競馬場で第4レースに登場した際、日本中央競馬会史上最多落馬数となる『9頭落馬事故』が発生。同レースにおいて1着で入線するも、事故の原因を作ったのが三浦であったため、1着から一転して失格処分になってしまった[要出典]。